# 碳-氧键
碳－氧键是指碳原子和氧原子之间形成的共价键，这是有机化学和生物化学中最常见的化学键之一。氧原子具有6个价电子，倾向于与碳原子共用两个电子形成化学键，剩下的四个非键电子形成两对孤对电子。最简单的含碳－氧键化合物是醇，它们可以看作水的有机衍生物。
碳－氧键是强极性键，电子云明显偏向氧（电负性：碳2.55，氧3.44）。石蜡族的碳–氧键键长平均在143皮米左右，比碳－氮键或碳－碳键都要短。羧酸中单键键长更短（136pm），其中因为共轭效应的存在而具有部分双键的性质。环氧化合物中键长更长（147pm），因为角张力的存在使得电子云不能很好地重叠。碳–氧键的键能也比碳－氮键或碳–碳键大。例如，298K时，甲醇中C-O键键能为91 kcal/mol，甲胺中C-N键键能为87 kcal/mol，而乙烷中C-C键键能为87 kcal/mol。
含有端基碳氧双键官能团的化合物统称为羰基化合物，包括醛、酮、羧酸、羧酸衍生物等等。分子内部的碳氧双键存在于带正电的𨦡盐离子中，但它们多以反应中间体的形式存在。在呋喃及其衍生物中，氧原子的孤对电子参与了p-π共轭，因此呋喃是芳香性的。羰基化合物中碳氧双键的键长约为123 pm。而酰卤中的碳氧双键具有部分三键的性质，因此键长只有 117 pm。常見的碳氧三键只在一氧化碳分子中存在，其中键长很短（112.8 pm）、键能很大。这样的三键键能很大，甚至比氮氮三键的键能还高。氧也可以形成三价的化合物，例如氟硼酸三甲基𨦡。

## 化学
生成碳－氧键的重要反应有Williamson醚合成、亲核酰基取代反应和烯烃的亲电加成反应。Paternò–Büchi反应相当于羰基进行的复分解反应。

## 含氧官能团
碳–氧键存在于以下这些官能团中：
| 化学分类 | 键级   | 化学式         | 结构式          | 例子             |
| -------- | ------ | -------------- | --------------- | ---------------- |
| 醇       | 1      | R3C–OH         | Alcohol         | 乙醇             |
| 醚       | 1      | R3C–O–CR3      | Ether           | 乙醚             |
| 过氧化物 | 1      | R3C–O–O–CR3    | Hydroperoxide   | 二叔丁基过氧化物 |
| 酯       | 1 和 2 | R3C–CO–O–CR3   | Ester           | 丙烯酸乙酯       |
| 碳酸酯   | 1      | R3C–O–CO–O–CR3 | Carbonate ester | 碳酸乙二酯       |
| 酮       | 2      | R3C–CO–CR3     | Ketone          | 丙酮             |
| 醛       | 2      | R3C–CHO        | Aldehyde        | 丙烯醛           |
| 羧酸     | 1 和 2 | R3C–COOH       | 羧酸            | 乙酸             |
| 呋喃     | 1.5    |                | Furan           | 糠醛             |
| 吡喃鎓盐 | 1.5    |                | pyridine        | 花色苷           |